# Вількова (Нижньосілезьке воєводство)
Вількова (пол. Wilkowa) — село в Польщі, у гміні Прусиці Тшебницького повіту Нижньосілезького воєводства.
Населення — 267 осіб (2011).
У 1975-1998 роках село належало до Вроцлавського воєводства.

## Демографія
Демографічна структура станом на 31 березня 2011 року:
|          | Загалом | Допрацездатний вік | Працездатний вік | Постпрацездатний вік |
| -------- | ------- | ------------------ | ---------------- | -------------------- |
| Чоловіки | 142     | 36                 | 98               | 8                    |
| Жінки    | 125     | 24                 | 82               | 19                   |
| Разом    | 267     | 60                 | 180              | 27                   |